# Goudmakreel
De goudmakreel (Coryphaena hippurus), ook wel dradu (Papiaments), mahi-mahi of dorado (niet te verwarren met dorade) genoemd, is een straalvinnige vis uit de familie van goudmakrelen (Coryphaenidae), orde baarsachtigen (Perciformes), die in de Grote, Atlantische en Indische Oceaan voorkomt.

## Beschrijving
Deze vis heeft een stompe kop. De rugvin loopt door van de kop tot de gele staartvin, die groot en diepgevorkt is. De rugzijde (inclusief de rugvin) is lichtblauw en de buikzijde (inclusief de aarsvin) is geel. Het gehele lichaam is bedekt met donkere vlekjes. De ruggengraat bevat 31 wervels. De soort heeft één rugvin met 58-66 vinstralen en één lange aarsvin met 25-31 vinstralen. De goudmakreel kan een lengte bereiken van 210 centimeter en kan maximaal 4 jaar oud en 34 kilogram zwaar worden.

## Leefwijze
Het dieet van de vis bestaat hoofdzakelijk uit macrofauna en vis, maar ook kreeftachtigen en pijlinktvissen staan op het menu. Ze kunnen zeer snel zwemmen, tot 60 km/uur.

## Verspreiding en leefgebied
De goudmakreel is een zout- en brakwatervis die wereldwijd voorkomt in gematigde en tropische wateren. De soort is voornamelijk te vinden in zeeën en oceanen in water met veel microscopische algen. De diepte waarop de soort voorkomt is maximaal 85 meter.

## Relatie tot de mens

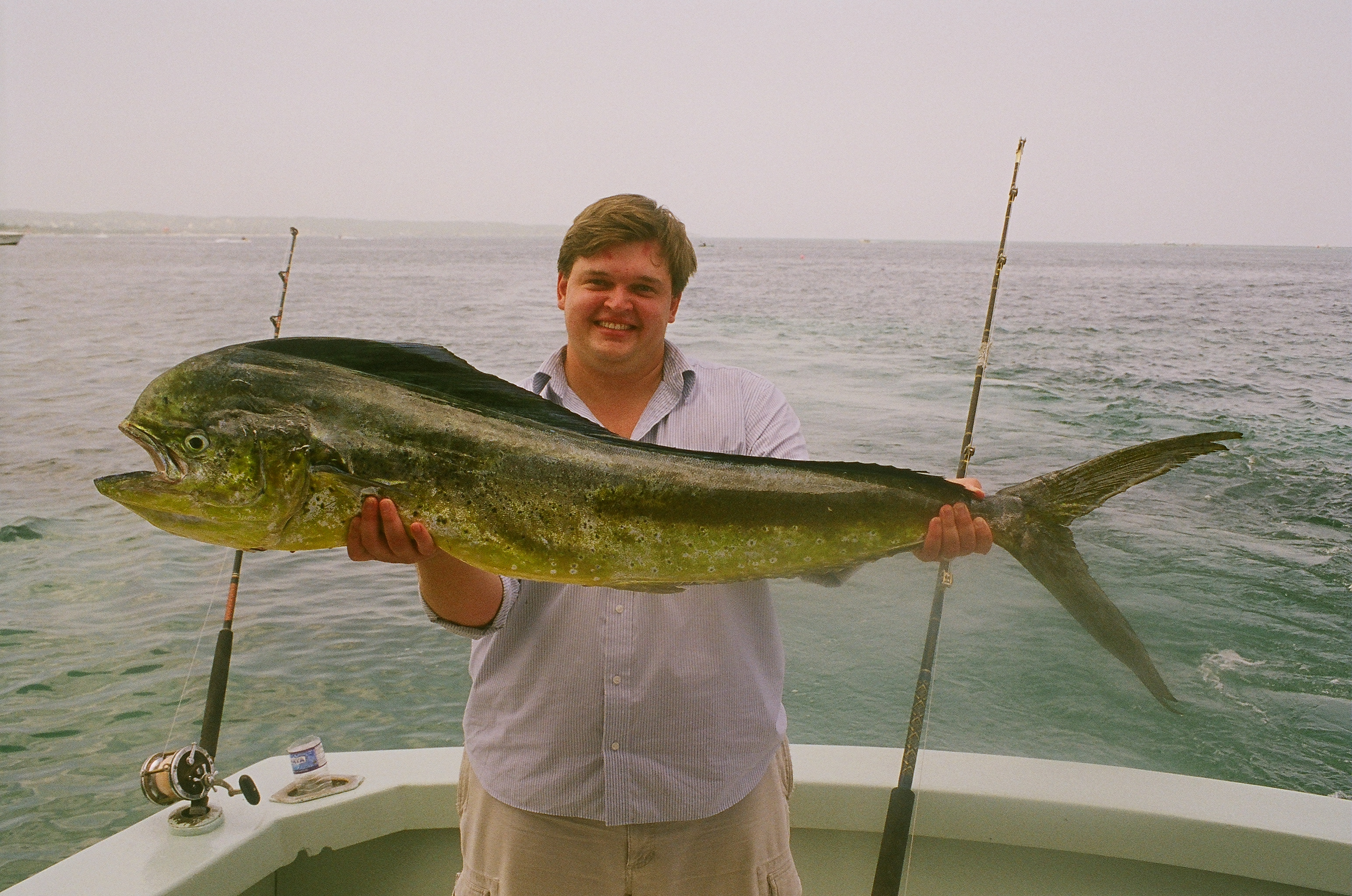
Sportvisser met een goudmakreel

De goudmakreel is voor de visserij van groot commercieel belang. Bovendien wordt er op de vis gejaagd in de hengelsport. Dit is een sterke, snelle zwemmer, die een zware strijd begint als hij gevangen wordt. Voor de mens is de goudmakreel potentieel gevaarlijk, omdat er meldingen van ciguatera-vergiftiging zijn.
De vis is in Curaçao zo gewoon dat deze in de supermarkt verkrijgbaar is, zowel in moten als verwerkt in bijvoorbeeld partysalade.
De soort staat als niet bedreigd op de Rode Lijst van de IUCN.